# 코리 보리스

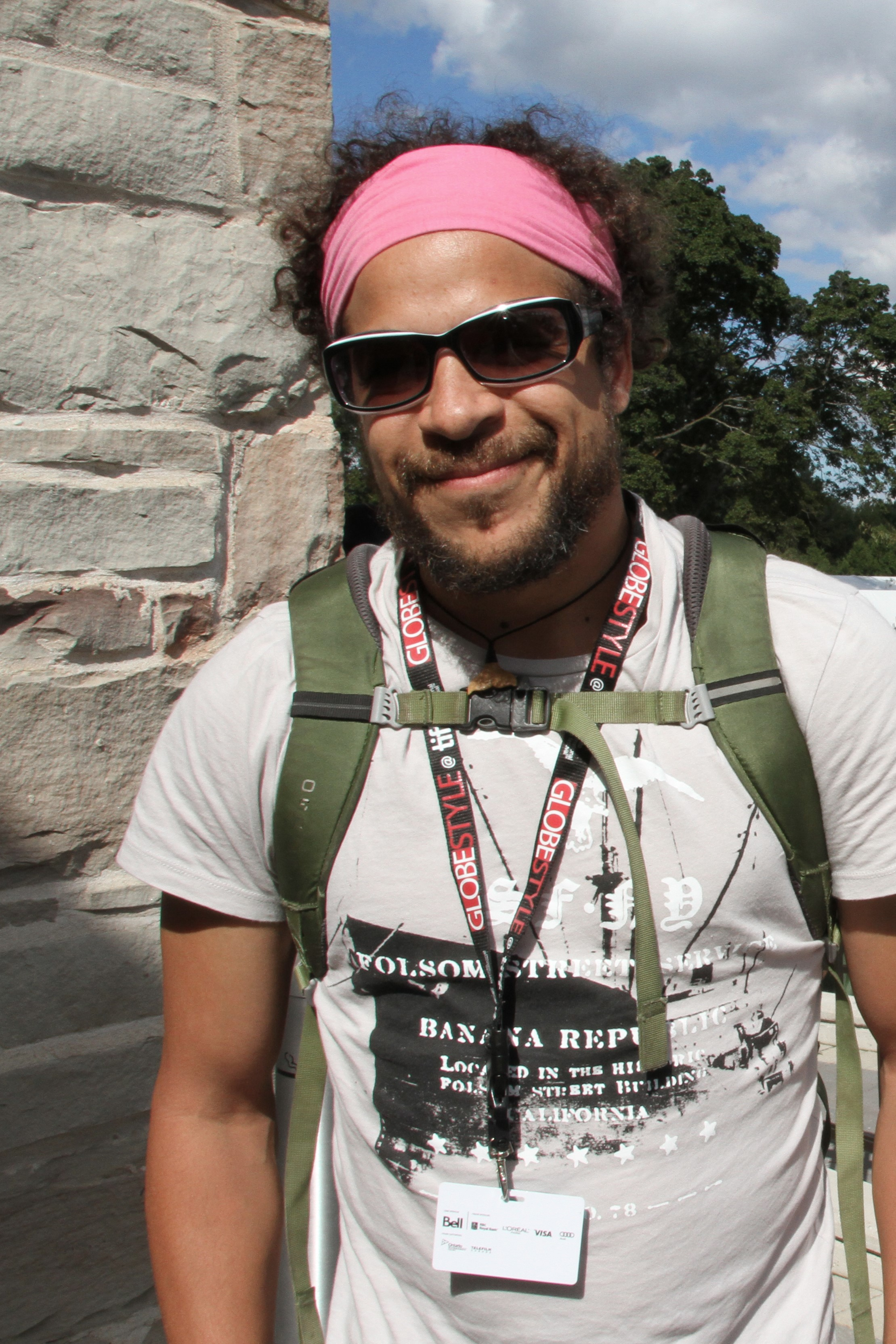

코리 보리스(Cory Bowles, 1973년 8월 27일 ~ )는 캐나다의 안무가, 배우, 작곡가, 텔레비전 배우이다.
몬트리올에서 태어났다.

## 영화
- 블랙 캅 (2017년)
- 라이처스 (2014년)
- 아나토미 오브 어시스턴스 (2013년)
- 하트 오브 라임 (2011년)
- 보이즈 게임 (2007년)
- 어 크리스마스 웨딩 (2006, A Christmas Wedding)
- 웨딩 워즈 (2006년)
- 트레일러 파크 보이스: 더 무비 (2006년)
- 3개의 주사기 (2005년)
- 트레일러 파크 보이스 크리스마스 스페셜 (2004년)
- 트레일러 파크 보이스 - 시리즈 (2001년)